# Fósil guía
Un fósil guía, fósil índice o fósil característico es un resto paleontológico cuya presencia puede servir para datar con cierta precisión la unidad estratigráfica en la que se encuentra debido a que son particulares o exclusivos de una determinada época de la historia geológica.

## Características de un fósil guía
Los fósiles guía y otros indicadores bioestratigráficos deben ser de fácil identificación, tener distribuciones geográficas extensas, ser abundantes, no depender de las facies sedimentarias, experimentar una evolución rápida (cambian su aspecto más rápido que otros organismos) y permanecer durante cortos períodos (en términos de tiempo geológico). Los mejores indicadores bioestratigráficos son, por lo tanto, las especies de hábitos pelágicos (tanto el plancton flotante como el necton nadador) que evolucionan rápidamente. Los organismos pelágicos viven en las aguas superficiales de los océanos, por lo que pueden dispersarse rápidamente por todo el mundo, y no los afectan las condiciones del fondo marino, que son las que determinan mayormente a las facies sedimentarias. Empíricamente se ha demostrado que los mejores fósiles con utilidad bioestratigráfica son los ammonoideos, graptolitos, conodontes, foraminíferos y otros fósiles planctónicos o nectónicos, aunque algunos grupos bénticos son útiles también.

## Fósiles característicos en Paleontología
La utilización de los fósiles guía para datar estratos antiguos se remonta al siglo XIX, cuando se pudo comprobar que los contenidos de determinados conjuntos sedimentarios eran diferentes de los inferiores y de los superiores, así se pudo establecer una secuencia, es decir, un orden de sucesión claro, en el que los fósiles se usaban para determinar la antigüedad del depósito. Sin embargo unos fósiles resultan más útiles que otros.

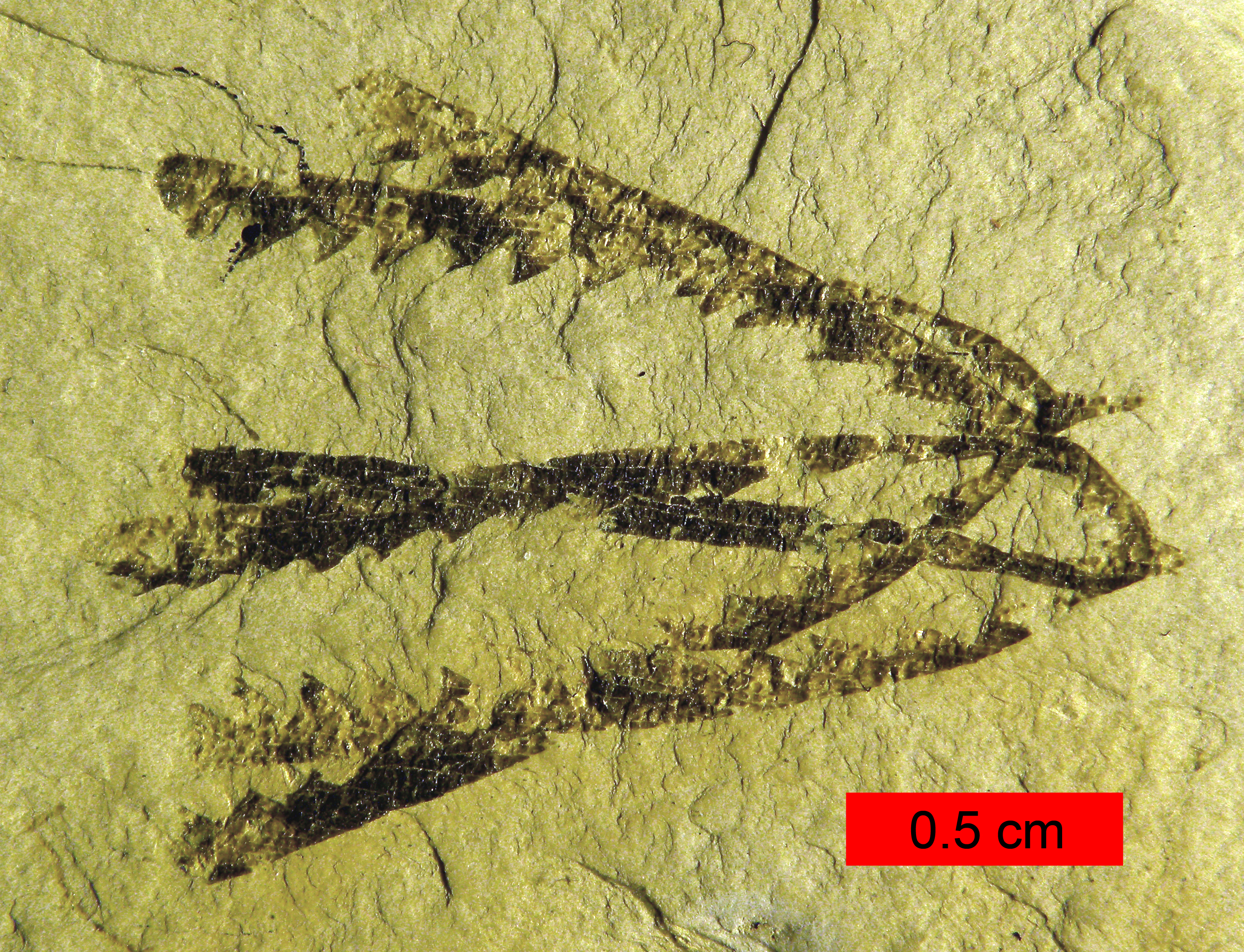
Fósiles de graptolitos.

En biocronología la razón de esta utilidad se debe a que la evolución es irreversible, lo que hace que una línea filogenética cambie con el tiempo sin que sea posible que vuelva hacia atrás. Es decir, el registro fósil no se puede repetir, no retrocede. Además, el criterio de aparición y desaparición de determinadas especies permite establecer divisiones estratigráficas relativamente fiables (las llamadas biozonas). El concepto de biozona es prefereido en los estudios bioestratigráficos al de fósil guía, pues, en algunos casos (biozonas de extensión coincidente) pueden aportar mayor resolución temporal que la de un único taxón y permiten establecer divisiones correlativas del registro estratigráfico.
Las condiciones idóneas para que un fósil sea un buen indicador cronoestratigráfico son, en primer lugar, que pertenezca a un linaje que evolucione rápidamente, de modo que sólo aparezcan en un rango mínimo de estratos. En segundo lugar, que tengan una dispersión geográfica lo suficientemente amplia como para que puedan establecerse correlaciones entre yacimientos alejados. Por último, que no se trate de especies raras, difíciles de encontrar, y que sean abundantes en cualquier clase de yacimiento.
Los estudios tafonómicos permiten determinar la presencia de casos de transporte post mortem o fósiles resedimentados o reelaborados, para evitar posibles malinterpretaciones del registro fósil (fósiles procedentes de organismos que vivieron en paleoambientes o edades diferentes a los de formación del sedimento que dio lugar a la roca que los engloba).
Ejemplos de fósiles característicos son los braquiópodos paleozoicos cuya evolución permite establecer las biozonas del Devónico inferior; papel similar lo realizan los graptolitos en el Silúrico superior. También los mamíferos (como los équidos o los micromamíferos) en el Cenozoico. También lo son los foraminíferos, como por ejemplo los nummulites, assilina, discocyclina, etc. Cabe destacar como gracias a la aparición de Nummulites tavertetensis en la Shallow Bentic Zone 15 (SBZ 15)  se pudo datar los restos fosiles de Sirenio más antiguos de Europa Occidental encontrados en un nuevo yacimiento paleontológico, en Santa Brígida, Amer (La Selva, Cataluña, España) cerca una antigua cantera de piedra caliza con nummulites.

## Información que aportan los fósiles guía
- Cronológica: la edad de un estrato. Si la roca contiene restos de fósiles de arqueociatos, que solo vivieron durante el Cámbrico inferior, dicho estrato debe de haberse formado durante ese periodo.
- Paleoecológica: clima y ambiente de la zona durante la sedimentación. Si un coral determinado vivía solo en mares cálidos, limpios y de poco fondo, los sedimentos que originaron la roca que contenga sus restos fósiles en posición de vida tendrán que haberse depositado expuestos a ese clima y en aguas claras y someras.
- Correlaciones estratigráficas: también sirven para inferir las relaciones temporales entre estratos rocosos situados en lugares alejados. Si dos estratos alejados contienen fósiles pertenecientes a los mismos taxones, probablemente se habrán formado durante la misma edad.

Los fósiles guía que proporcionan una información más precisa sobre la edad de las rocas son los de especies que durante su periodo de vida tuvieron una amplia distribución y se extinguieron en poco tiempo.